# Надточиево
Надточиево (укр. Надточієве) — село в
Косовщинском сельском совете
Сумского района
Сумской области,
Украина.
Код КОАТУУ — 5924783805. Население по переписи 2001 года составляло 55 человек
(53 человека, 34 домовладения, по состоянию на 2008 год).

## Географическое положение
Село Надточиево находится на правом берегу реки Дальняя (Малая) Ильма,
ниже по течению на расстоянии в 1 км расположено село Кононенково,
на противоположном берегу — село Малые Вильмы.

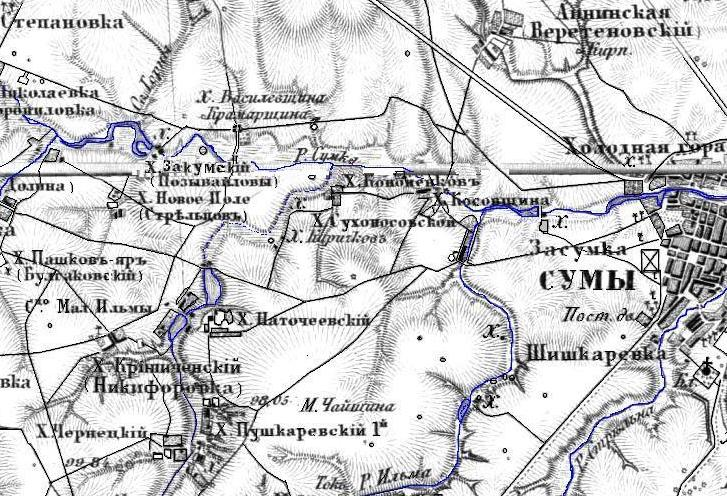
Хутор Наточеевский на карте XIX века.

На реке сделана запруда.

## История
Село известно по крайней мере с 1783 г. как хутор Наточеевский (Надточиев). Упоминается в 1826 г. в связи с тем, что «Каплунов Нохин Израилевич, мещанин г. Чернигова, еврей, строит ветряную мельницу в имении хут. Надточиев Сумского уезда, у помещика Василия Надточиева». В 1864 году хутор насчитывал 18 дворов и 92 жителя.